# 牛池灣

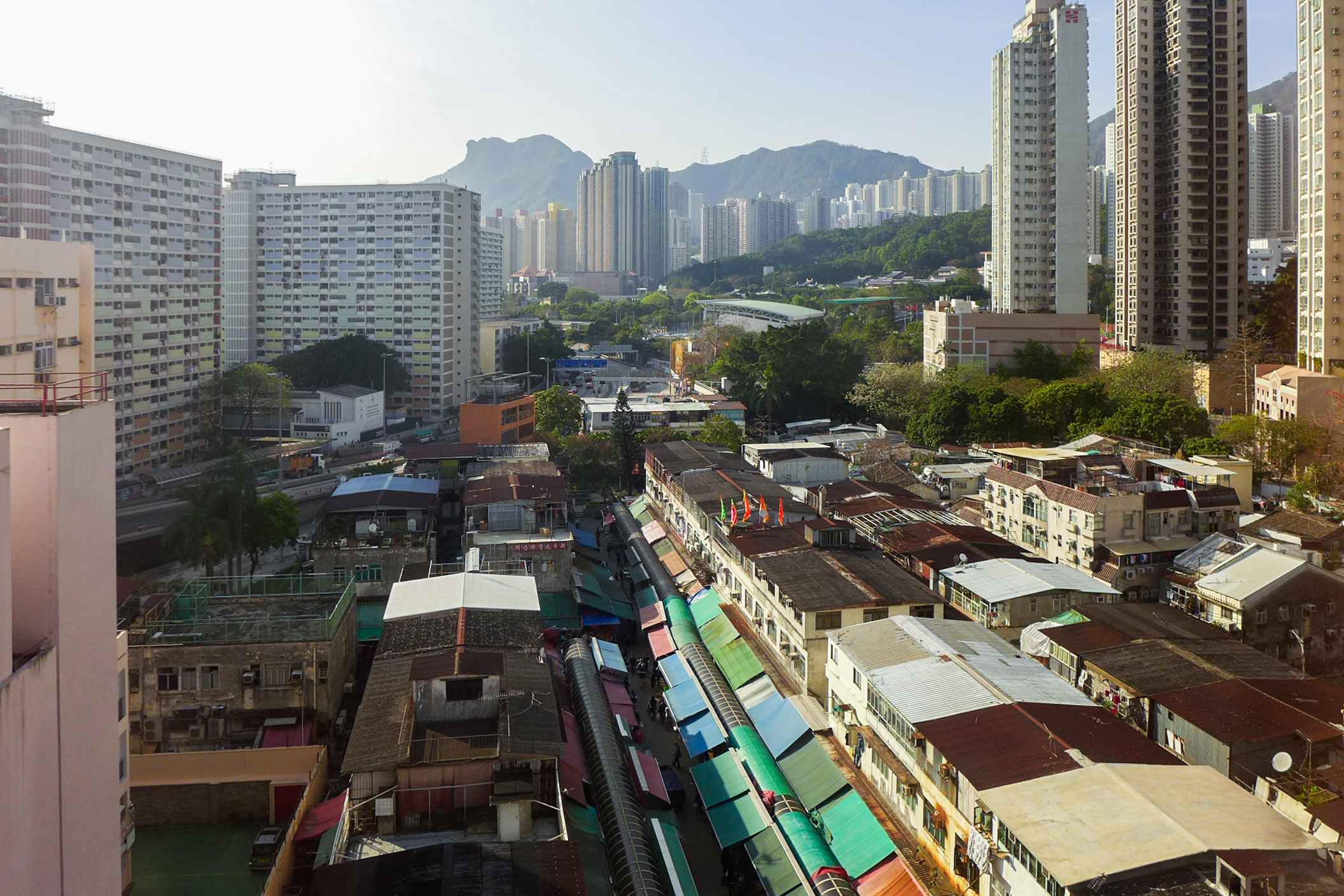
牛池灣村

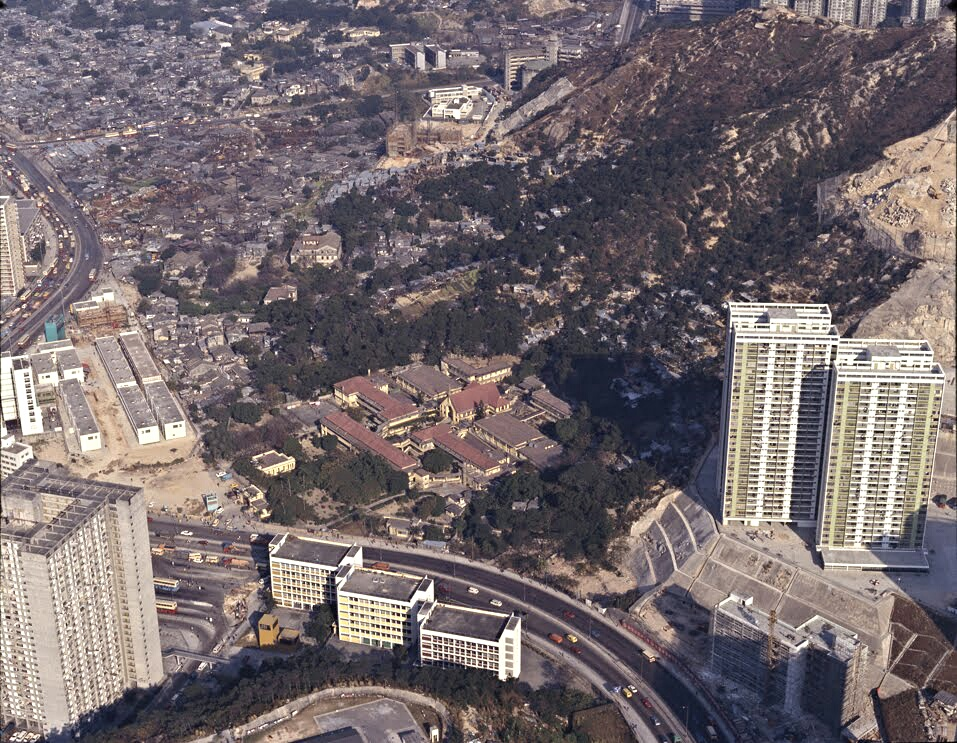
1982年的牛池灣，週邊以寮屋為主，右方為彩雲（一）邨

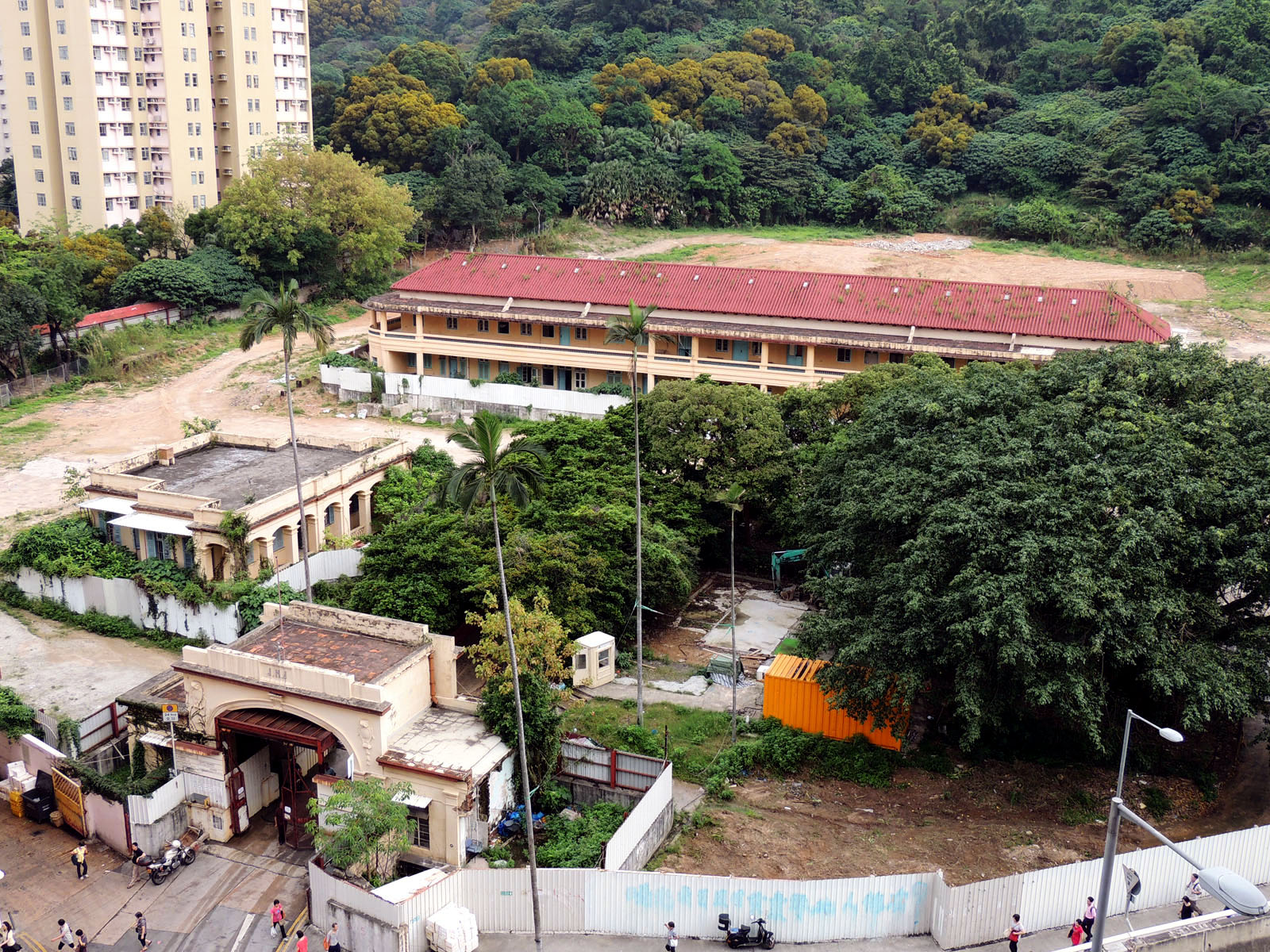
2003年，九龍建業計劃於聖若瑟安老院一帶興建住宅，其中安老院主樓、中庭別墅、宿舍及門樓均獲得保留，不過項目目前仍在策劃中

牛池灣（英語：Ngau Chi Wan）為一香港地名，範圍橫跨黃大仙區和觀塘區，由於區內港鐵車站以「彩虹」（英語：Choi Hung）命名，故「彩虹」獲一些香港人廣泛作地名使用，惟其並非正式地名。牛池灣乃昔日香港九龍黃大仙區斧山下的一個海灣，附近因而以此為名，泛指斧山道及清水灣道之間的地方及彩虹邨，彩虹邨位於牛池灣西面部分，毗鄰的坪石邨則位於觀塘區佐敦谷西北面。在都市規劃當中，原先的牛池灣鄉沒有重建。現時牛池灣內的聖若瑟安老院正在重建。

## 歷史
清代嘉慶二十四年（1819年）刊行的《新安縣志》，已經清楚標示牛池灣，屬於官富司管轄。至於地名來源則有兩種說法：其一，牛池灣古稱「牛尿灣」或「牛屎灣」，因為以前該地是放牛的。由於其名字難聽，所以後來就雅化為牛池灣；其二，牛池灣村的西北面有一大水池，因水池形狀像一隻牛睡於水中，水池名為牛池而村莊亦位於牛頭角海灣之北，故命名為牛池灣村。
在1970年代初期，東華三院曾計劃在牛池灣興建非牟利的殯儀館（即鑽石山殯儀館）。
而清水灣道一帶亦於1970年代開發成彩雲邨，1980年代因應四順一帶發展，新清水灣道落成啟用。豐盛街一帶亦加以發展，在彩雲邨之上的彩輝邨則於1990年代中期發展，而峻弦於2010年落成，亦成現有模樣。

## 地點

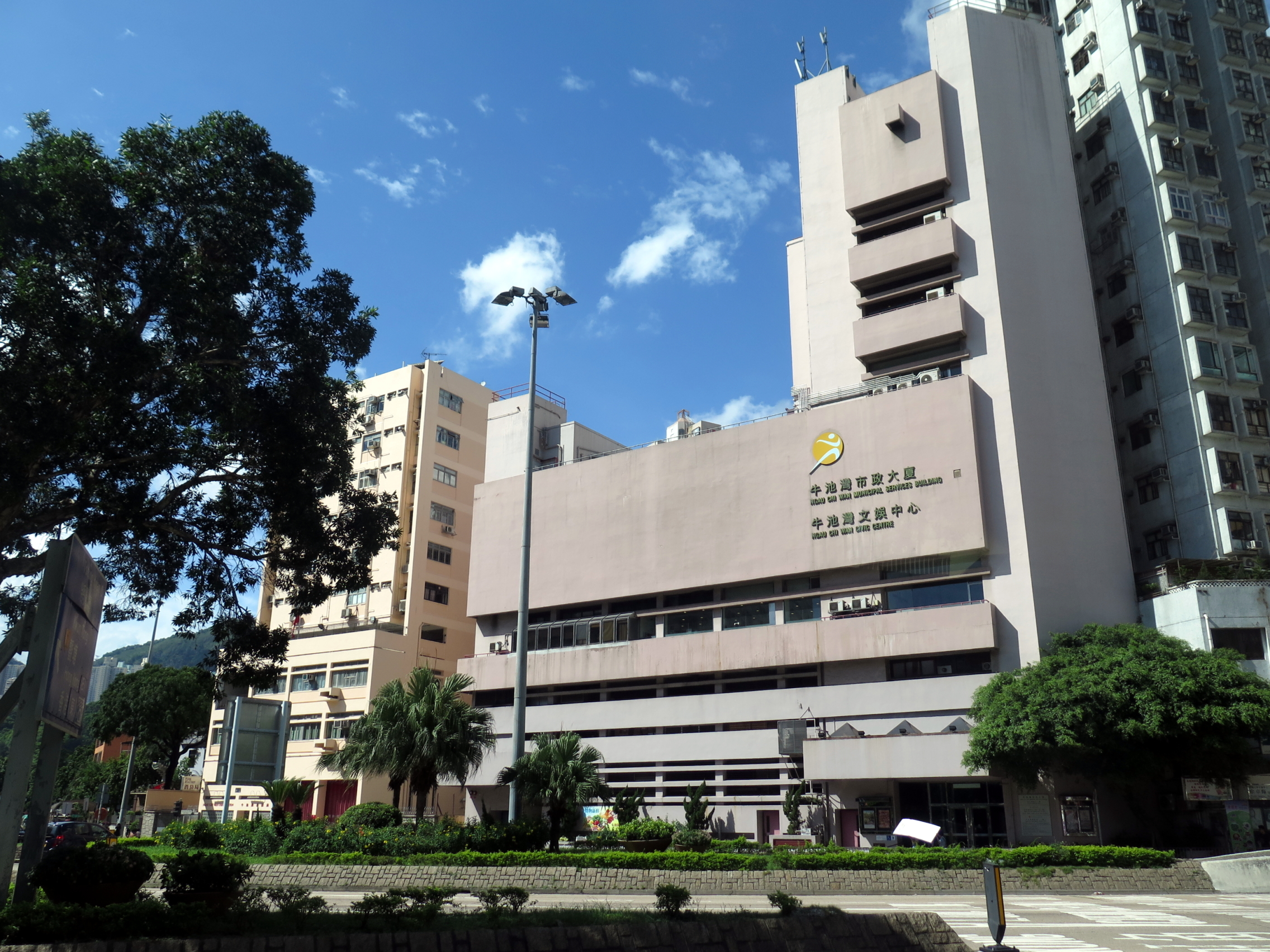
牛池灣文娛中心及市政大廈
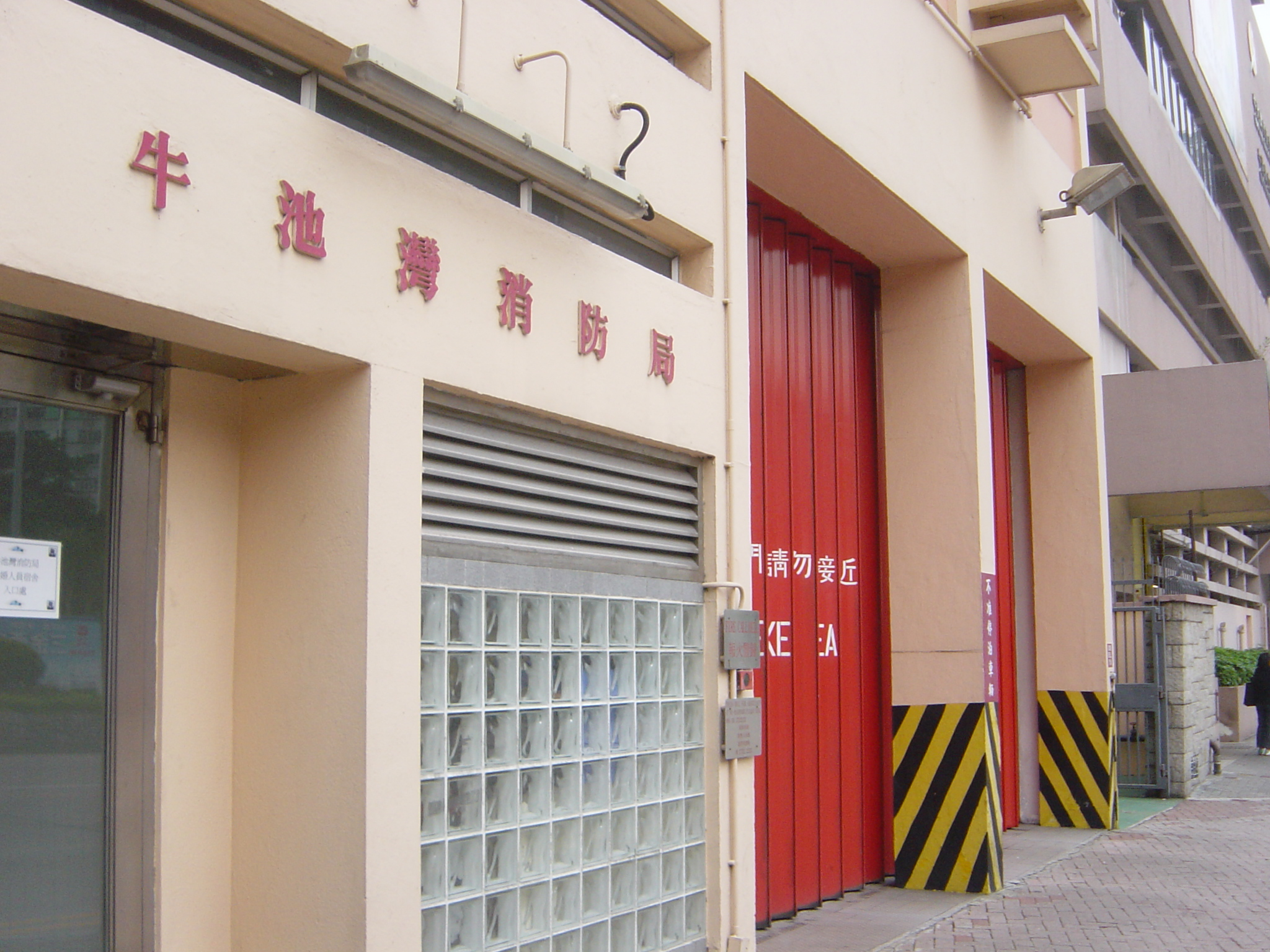
牛池灣消防局
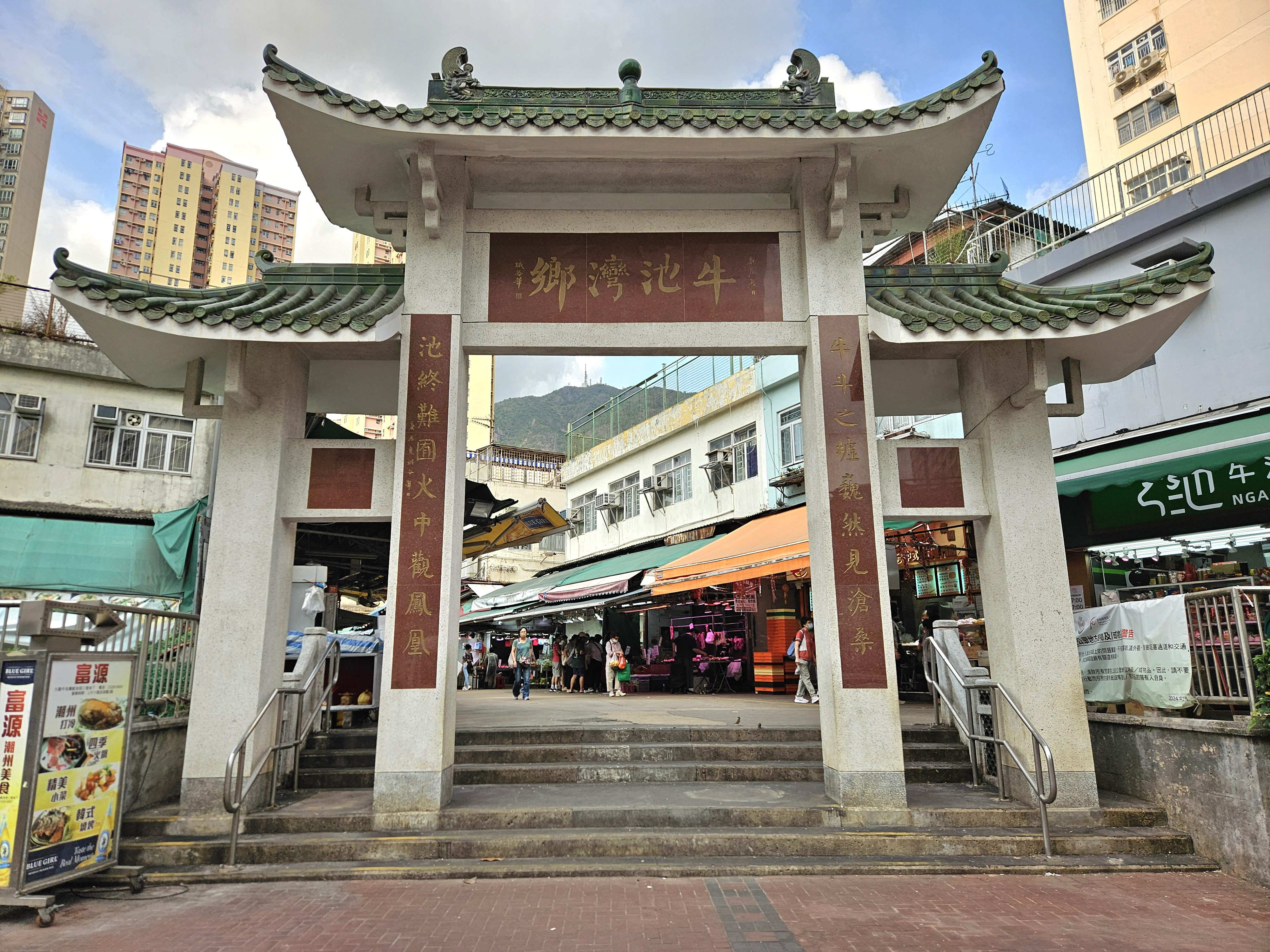
牛池灣鄉牌坊
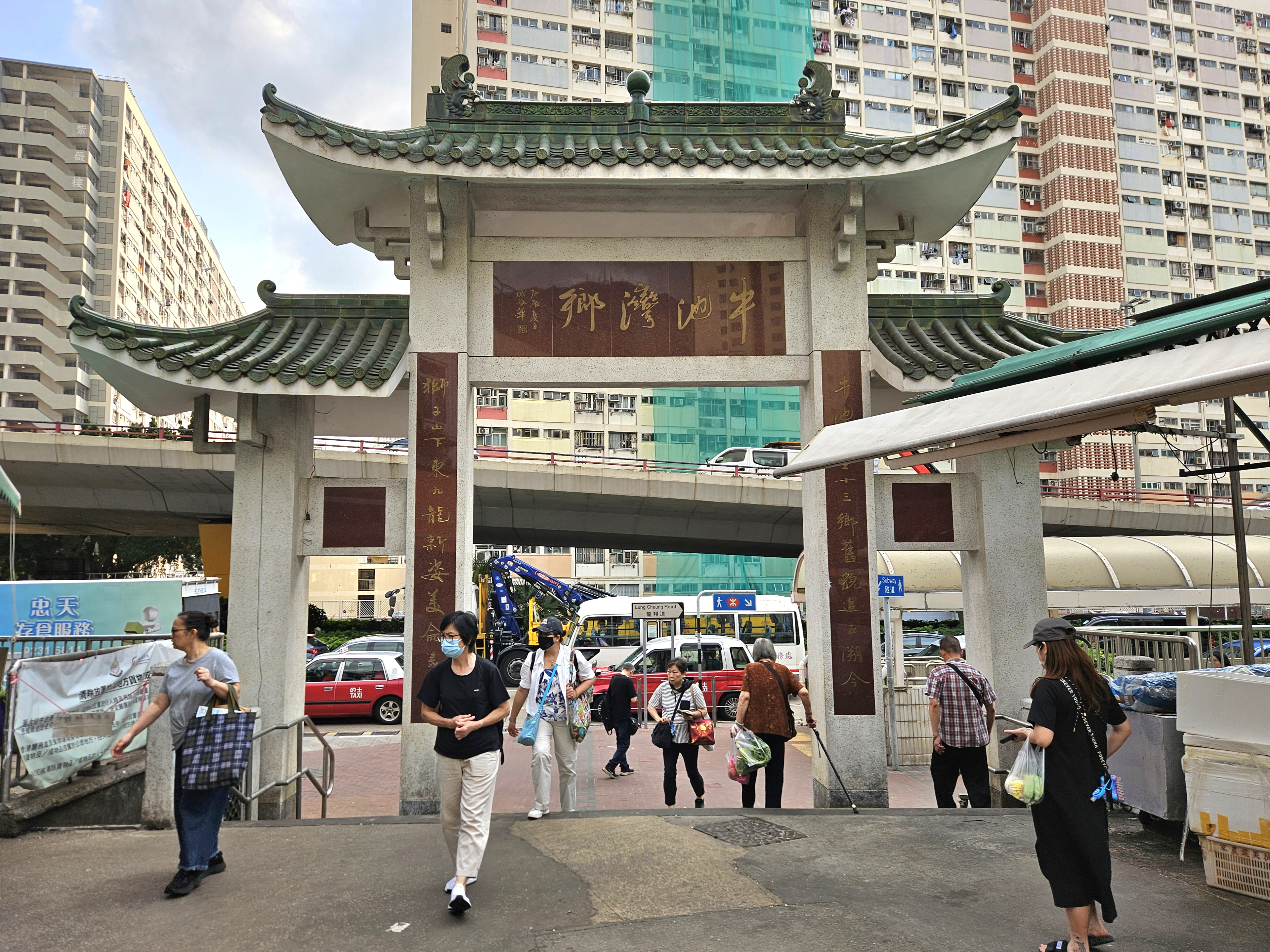
牛池灣鄉牌坊背面
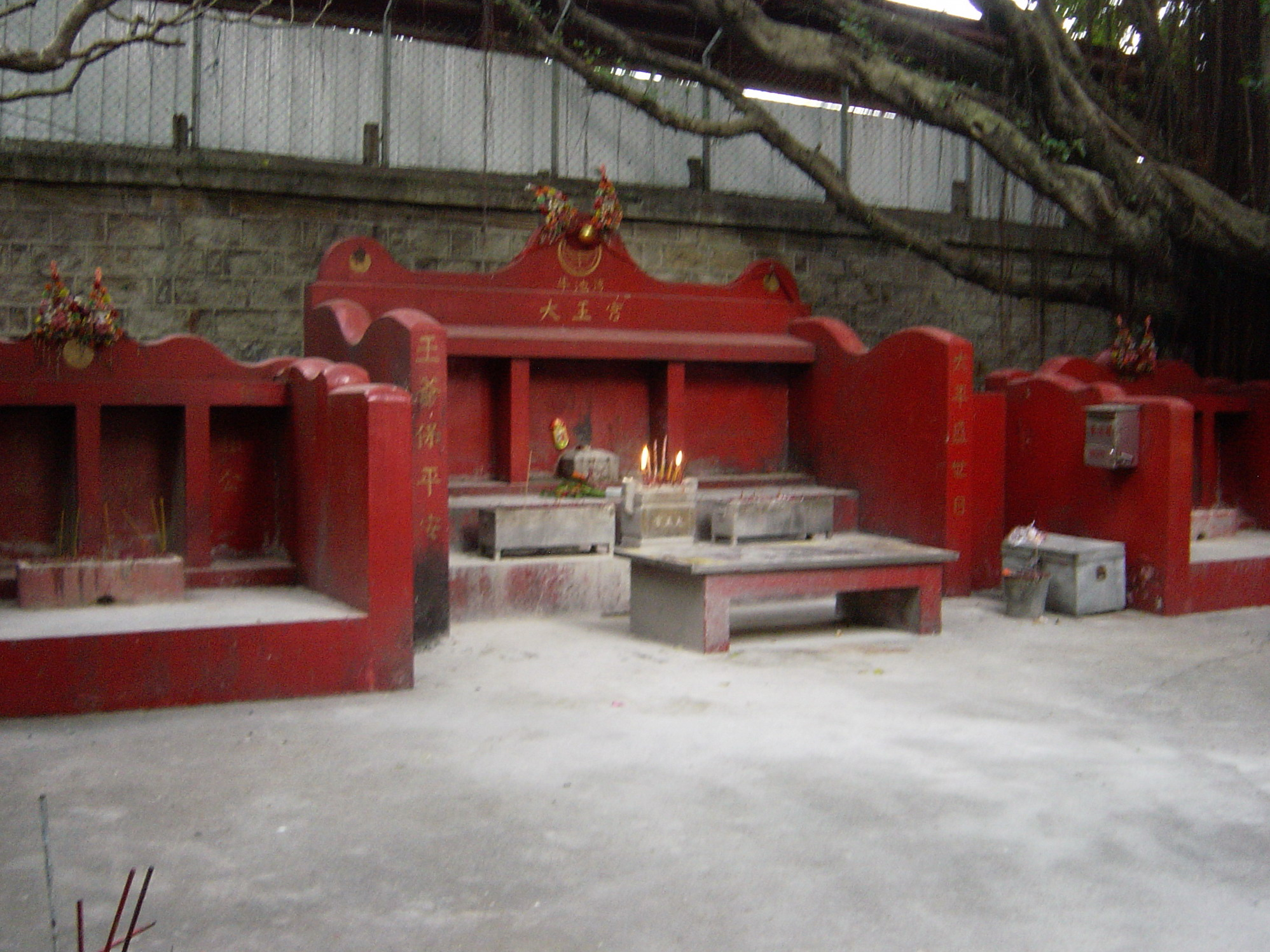
牛池灣村大王宮
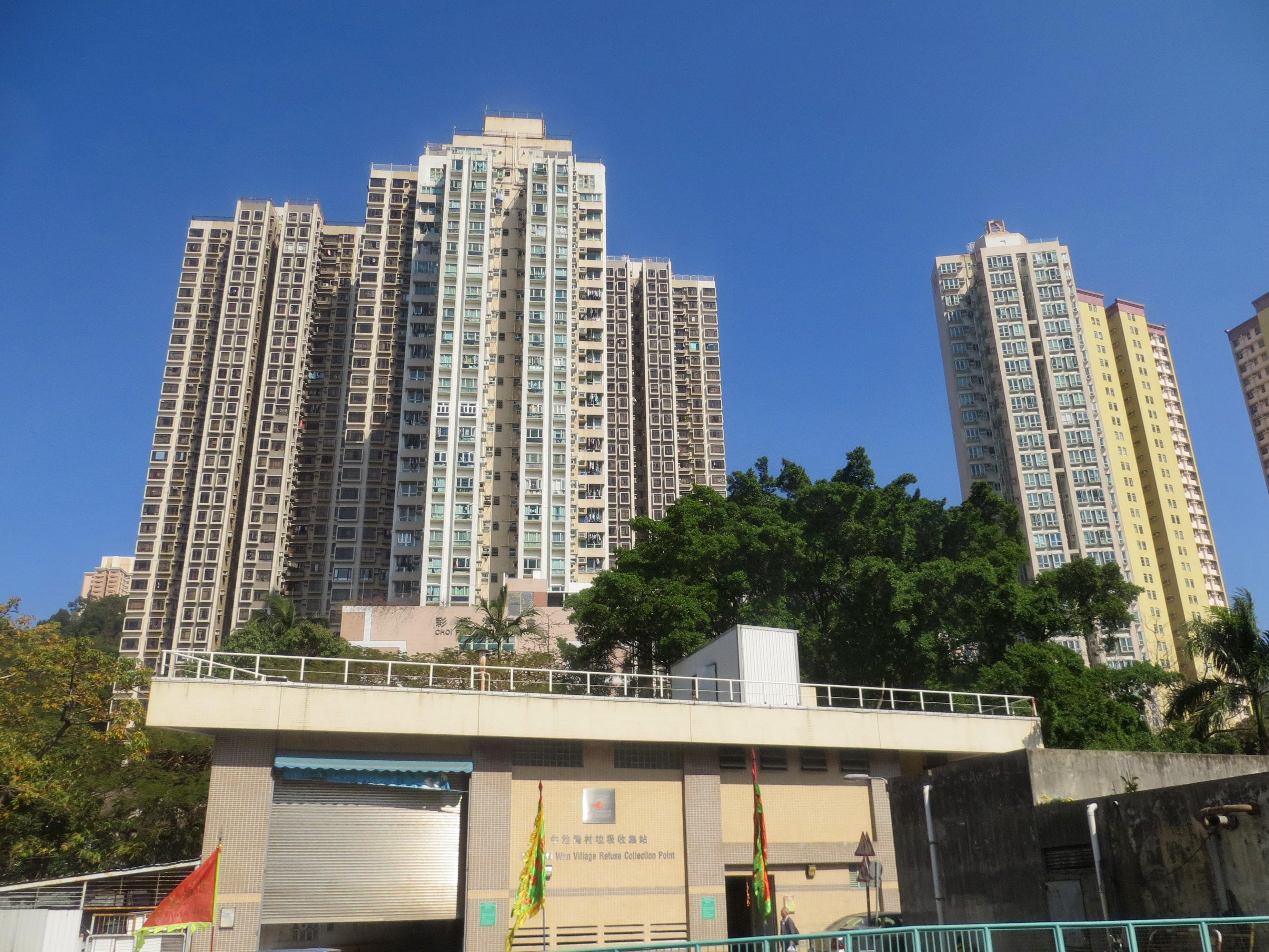
牛池灣村垃圾收集站，從龍翔道向東望後方樓宇，從左至右分別為威豪花園、怡發花園及怡富花園。

## 區議會議席分佈
為方便比較，以下列表以大老山隧道以東、大老山以南、飛鵝山以西、太子道東、清水灣道以北為範圍（包括彩雲邨）。
| 年度/範圍                                                                | 2000-2003                          | 2004-2007                          | 2008-2011                          | 2012-2015                          | 2016-2019                          | 2020-2023                          | 2023-2026         |
| ------------------------------------------------------------------------ | ---------------------------------- | ---------------------------------- | ---------------------------------- | ---------------------------------- | ---------------------------------- | ---------------------------------- | ----------------- |
| 蒲崗村道以東、豐盛街以北                                                 | 瓊富選區的一部分                   | 瓊富選區的一部分                   | 瓊富選區的一部分                   | 瓊富選區的一部分                   | 瓊富選區的一部分                   | 瓊富選區的一部分                   | 黃大仙東選區 (H1) |
| 大老山隧道以東、蒲崗村道、斧山道、鳳德道以北                             | 鑽石山選區的一部分                 | 龍星選區的一部分及瓊富選區的一部分 | 龍星選區的一部分及瓊富選區的一部分 | 龍星選區的一部分及瓊富選區的一部分 | 龍星選區的一部分及瓊富選區的一部分 | 龍星選區的一部分及瓊富選區的一部分 | 黃大仙東選區 (H1) |
| 蒲崗村道以東、斧山道以東、豐盛街以南、龍翔道以北、清水灣道以北、斧山以西 | 池彩選區的一部分                   | 池彩選區的一部分                   | 池彩選區的一部分                   | 池彩選區的一部分                   | 池彩選區的一部分                   | 池彩選區的一部分                   | 黃大仙東選區 (H1) |
| 斧山道、龍翔道、太子道東、觀塘繞道                                       | 整個彩虹選區及池彩選區的一部分     | 整個彩虹選區及池彩選區的一部分     | 整個彩虹選區及池彩選區的一部分     | 整個彩虹選區及池彩選區的一部分     | 整個彩虹選區及池彩選區的一部分     | 整個彩虹選區及池彩選區的一部分     | 黃大仙東選區 (H1) |
| 斧山以東、大老山以南、飛鵝山以西、清水灣道、新清水灣道                   | 彩雲東選區、彩雲南選區及彩雲西選區 | 彩雲東選區、彩雲南選區及彩雲西選區 | 彩雲東選區、彩雲南選區及彩雲西選區 | 彩雲東選區、彩雲南選區及彩雲西選區 | 彩雲東選區、彩雲南選區及彩雲西選區 | 彩雲東選區、彩雲南選區及彩雲西選區 | 黃大仙東選區 (H1) |

註：以上主要範圍尚有其他細微調整（包括編號），請參閱有關區議會選舉選區分界地圖及條目。

## 外部連結
维基共享资源上的相關多媒體資源：牛池灣